# Chrysina limbata
Chrysina limbata är en skalbaggsart som beskrevs av Rothschildt och Jordan 1894. Chrysina limbata ingår i släktet Chrysina och familjen Rutelidae. Inga underarter finns listade i Catalogue of Life.